# Film d'écran
Un film d'écran ou screenlife (parfois computer screen film), un film dans lequel les événements sont racontés à travers des écrans d'ordinateurs, de smartphones ou de tablettes. Les actions des personnes comme surfer sur Internet, faire un appel vidéo ou envoyer des messages, y sont donc représentées.
Le film d'écran n'est pas un genre en soi et peut s'inscrire dans différents genres. C'est davantage une manière de mettre en scène un film selon un mode de narration proche de celui du journalisme ou de la publicité en ligne,,,.
En 2015, le réalisateur russo-kazakh Timur Bekmambetov, l'un des pionniers du genre, a défini le film d'écran comme un film se déroulant sur un écran spécifique, qui ne sort jamais de cet écran, dans lequel la photographie doit ressembler au comportement de la caméra de l'appareil, dans lequel les sons proviennent de l'appareil et dont l'action se déroule en temps réel et sans aucune transition,,. Toutefois, depuis, la presse a qualifié de films d'écran des films contrevenant à cette définition, notamment dans le cas de transitions entre différents écrans.

## Quelques exemples
- 2000: Stardom de Denis Arcand
- 2014 : Open Windows de Nacho Vigalondo
- 2015 : Unfriended de Levan Gabriadze (et sa suite Unfriended: Dark Web)
- 2025 : War of the Worlds de Rich Lee
- 2026 : Mercy de Timur Bekmambetov